# Farní sbor Českobratrské církve evangelické v Praze 5 – Smíchov
Farní sbor Českobratrské církve evangelické v Praze 5 – Smíchov je sborem Českobratrské církve evangelické v Praze. Sbor spadá pod Pražský seniorát.
Sbor byl ustaven jako samostatný roku 1924. Členkou sboru byla rovněž Milada Horáková, je zde umístěna i její pamětní deska.
Duchovním sboru je farář Jonatan Hudec, kurátorkou sboru Jana Minaříčková.

## Faráři sboru
- Alois Bílý (1921–1936)
- Jan Kučera (1936–1952)
- Jan Smetánka (1949–1960)
- Bohumil Betka (1957–1979)
- Josef Svoboda (1960–1967)
- Jaroslav Voříšek (1979–2006)
- Ivo Mareš (2006–2013)
- Maroš Klačko (2014-2023)
- Anna Pokorná (2021-2023)